# Logfia minima
Logfia minima là một loài thực vật có hoa trong họ Cúc. Loài này được (Sm.) Dumort. mô tả khoa học đầu tiên năm 1827.